# La marcha verde (película)
La marcha verde es una película española cómica dirigida por José Luis García Sánchez.

## Argumento
En 1975, mientras Franco agonizaba, el príncipe, jefe de Estado en funciones, se vio involucrado en un difícil problema: Hassan II, ante la inminente muerte del dictador, organizó la invasión de la marcha verde sobre el Sahara español en un contexto de guerra no declarada entre ambos países. 
Ante esta situación el príncipe visita el Sahara español y a alguien del Ministerio de Información y Turismo se le ocurre enviar también una compañía de revistas musicales, la de Gloria del Toro, artista en decadencia interpretada por Fedra Lorente, para levantar la moral de las tropas.

## Reparto
| Intérprete            | Personaje          |
| --------------------- | ------------------ |
| Fedra Lorente         | Gloria             |
| Álvaro de Luna        | Coronel            |
| Pepón Nieto           | Peciña             |
| Inma del Moral        | Chichi             |
| Pedro Miguel Martínez | Gilbert            |
| Ricardo Palacios      | Perales            |
| Antonio Gamero        | Pozas              |
| Jordi Dauder          | Comandante         |
| Luis Perezagua        | Pater              |
| Teté Delgado          | Lupe               |
| Abidine Salam         | Alí                |
| José María Sacristán  | Sargento Pellejero |
| Maria M. Andina       | Vicetiple 1        |
| Celia Bermejo         | Vicetiple 2        |
| Ana Burrell           | Vicetiple 3        |
| Paloma Catalán        | Vicetiple 4        |
| Esperanza De la Vega  | Vicetiple 8        |
| Carmen Godoy          | Vicetiple 5        |
| Elena Santonja        | Vicetiple 6        |
| Pilar Torriente       | Vicetiple 7        |
| Antonio Zabálburu     |                    |